# تل شهیدآباد
تل شهیدآباد مربوط به دوران‌های تاریخی پس از اسلام است و در شهرستان فراشبند، روبروی روستای علی‌آباد واقع شده و این اثر در تاریخ ۲۵ اسفند ۱۳۷۹ با شمارهٔ ثبت ۳۲۶۲ به‌عنوان یکی از آثار ملی ایران به ثبت رسیده است.